# キャユ
キャユ（仏: Cahus）は、フランス南西部のオクシタニー地域圏ロット県に属するコミューン。

## 地理
県の北東部、コレーズ県との境付近に位置する。県都のカオールへは南西に70km、小郡の中心地のブルトヌーへは南西に8kmほどの距離がある。
キャユを含む県の北東部は中央高地の麓にあたるため、県内でも標高が高い。

## 行政
- 市長：フランソワ・マルムーシュ（Francis Mallemouche、2001年3月から）

## 人口の推移
| 1962年 | 1968年 | 1975年 | 1982年 | 1990年 | 1999年 | 2006年 |
| ------ | ------ | ------ | ------ | ------ | ------ | ------ |
| 223    | 253    | 201    | 203    | 201    | 179    | 189    |

INSEEより。